# داميان دا سيلفا
داميان دا سيلفا (بالفرنسية: Damien Da Silva)‏ (17 مايو 1988 في فرنسا - ) هو لاعب كرة قدم فرنسي في مركز الدفاع. شارك مع منتخب فرنسا تحت 19 سنة لكرة القدم ومنتخب فرنسا لكرة القدم. أما مع النوادي، فقد لعب مع نادي روان ونادي شاتورو ونادي كاين ونادي كليرمونت 63 ونادي نيور. يلعب حاليا بنادي رين الفرنسي و يحمل شارة القيادة.

## وصلات خارجية
- داميان دا سيلفا على موقع الاتحاد الأوربي (الإنجليزية)
- داميان دا سيلفا على موقع إي إس بي إن إف سي (الإنجليزية)
- داميان دا سيلفا على موقع قاعدة بيانات كرة القدم.إي يو (الإنجليزية)
- داميان دا سيلفا على موقع ليكيب (الفرنسية)
- داميان دا سيلفا على موقع Soccerbase.com (لاعب) (الإنجليزية)
- داميان دا سيلفا على موقع Soccerway.com (الإنجليزية)
- داميان دا سيلفا على موقع عالم كرة القدم.نت (الإنجليزية)
- داميان دا سيلفا على موقع AS.com (الإسبانية)